# 宮城三成

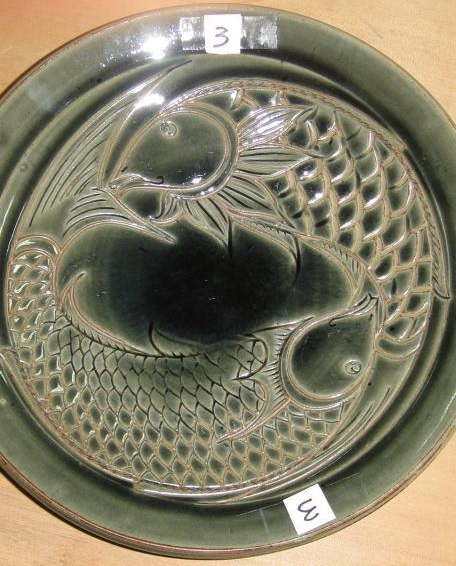
呉須魚紋大皿(2008)

宮城 三成（みやぎ みつなり、（1968年 - ）は日本の陶芸家、人間国宝金城次郎の孫。

## 来歴
1968年、当時アメリカ統治下にあった沖縄にて、人間国宝金城次郎の長女（須美子）の三男として生まれる。1985年、金城次郎の一番弟子であった父 宮城智のもとで陶芸を学ぶ。1991年、父亡き後、母の須美子と共に作陶活動。1997年、沖縄県中頭郡読谷村字大湾にて独立。2008年、読谷村字座喜味に工房を移す。

## 受賞歴
- 2002年　沖縄県工芸公募展入選。
- 2002年　現代沖縄陶芸展銀賞[3]。
- 2003年　沖展入選。
- 2003年　現代沖縄陶芸展県知事賞（金賞）。
- 2004年　沖展入選。
- 2008年　現代沖縄陶芸展銅賞[4]。
- 2010年　沖展入選。